# Misurák Tünde
Misurák Tünde (Budapest, 1987. január 20. –) magyar színművésznő, énekesnő.

## Élete és pályafutása
2001-2005 között a Vörösmarty Mihály Gimnázium drámatagozatán tanult. 2006-2009 között a Kaposvári Egyetem színművész szakos hallgatója volt. 2009-2014 között a zalaegerszegi Hevesi Sándor Színház, 2014-2015 között az egri Gárdonyi Géza Színház tagja volt. 2017-től a BuSKAnjo nevű zenekar énekesnője. 2019-ben szerepelt a TV2-n futó Sztárban Sztár leszek! című műsorban. 2021-től az Újszínház, 2022-től ismét az egri Gárdonyi Géza Színház művésze.

## Magánélete
Férjezett, kislánya Sarolta 2016-ban született.

## Színházi szerepeiből
- William Shakespeare: Vízkereszt, vagy bánom is én... Mária
- Anton Pavlovics Csehov: Sirály... Nyina
- Anton Pavlovics Csehov: Cseresznyéskert... Dunyasa (szobalány)
- Jaroslav Hašek – Spiró György: Švejk... Katy, cselédlány; Utas hölgy; Kákonyiné
- Jean Anouilh: Antigoné... Iszméné
- April De Angelis: Színésznők... Mrs Farley
- Gárdonyi Géza: Isten rabjai... Margit
- Békeffi István – Stella Adorján: Janika... Polgár Gizi, színésznő
- Szép Ernő: Vőlegény... Pendzsi, kis székely szolgáló
- Örkény István: Kulcskeresők... Erika
- Ray Cooney: Páratlan páros... Barbara Smith
- Ray Cooney: Páratlan Páros 2. –Klikk!... Barbara Smith
- Joe Darion – Mitch Leigh – Dale Wasserman: La Mancha lovagja... Aldonza/Dulcinea
- Oscar Hammerstein – Richard Rodgers – Russel Crouse – Howard Lindsay: A muzsika hangja... Liesl, 16-17éves
- Kacsóh Pongrác: János vitéz... Iluska
- Kerényi Imre – Balogh Elemér – Rossa László: Csíksomlyói passió... Mária Magdolna
- Jókai Mór – Kocsák Tibor – Miklós Tibor: Fatia Negra... Henriette
- Ábrahám Pál: Bál a Savoyban... Daisy Parker
- Farkas Ferenc: Csínom Palkó... Kati, Örzse lánya
- Gádor Béla – Tasnádi István: Othello Gyulaházán... Róth Diána, csoportos szereplő
- Pozsgai Zsolt – Nagy Tibor – Bradányi Iván: A kölyök... Mary, ünnepelt énekesnő
- Fenyő Miklós – Tasnádi István: Made in Hungária... Marina
- Jonathan Larson: Tikk-takk…bumm!... Susan
- Brauszevics – Karnauhova: Mese a tűzpiros virágról... Mása
- Szamuil Marsak: Tizenkét hónap... Alena
- Grimm fivérek – Szőke Andrea: A széttáncolt cipellők... Piruetta, királylány
- Grimm fivérek: Rigócsőr királyfi... Rozella királykisasszony
- Grimm fivérek: Brémai muzsikusok... Nico

## Filmes és televíziós szerepei
- A maradék nyolc (2019)